# Sant Bartomeu de Carbasí
Sant Bartomeu de Carbasí és una església d'Argençola (Anoia) inclosa a l'Inventari del Patrimoni Arquitectònic de Catalunya.

## Descripció
Conserva molt pocs elements romànics. La seva estructura és irregular, perquè se li van afegir diferents cossos i es van tapiar alguns arcs (visible el tapiat a la part posterior de l'església). Té un campanar d'espadanya, i òcul damunt la porta. L'entrada és una petita porta d'arc de mig punt, actualment tapiada.

## Història
La primera vegada que s'esmenta el nom de "Crasbasí" és l'any 1031 que fou propietat del monjos de Montserrat. De l'església parroquial de Sant Bartomeu depenia la de Santa Maria de Montfar (terme de Sant Antolí i Vilanova).